# Scott Altman
Scott Douglas "Scooter" Altman (Lincoln, 15 de agosto de 1959) é um astronauta e capitão da Marinha dos Estados Unidos. Piloto e veterano de quatro missões no espaço, foi o verdadeiro 'Maverick' por trás do personagem do ator Tom Cruise no filme Top Gun (1986), como piloto naval da United States Navy Fighter Weapons School - os Topguns da marinha -, a unidade de elite onde atuam os pilotos de combate da marinha norte-americana.

## Marinha
Formado em engenharia aeronáutica e astronáutica pela Universidade de Illinois, foi comissionado como segundo-tenente na marinha em 1981 e recebeu suas asas de piloto em fevereiro de 1983. Serviu no Pacífico e no Oceano Índico pilotando caças F-14 Tomcat e como piloto de testes durante a década de 1980. 
Após seis meses como líder de esquadrão durante a operação aérea (Southern Watch) que vigiou os céus do sudoeste do Iraque entre a Guerra do Golfo em 1991 e a invasão do Iraque em 2003, Altman foi selecionado pela NASA para o curso de treinamento de astronauta, depois de acumuladas mais de 4000 horas de vôo em sua carreira na marinha.

## NASA

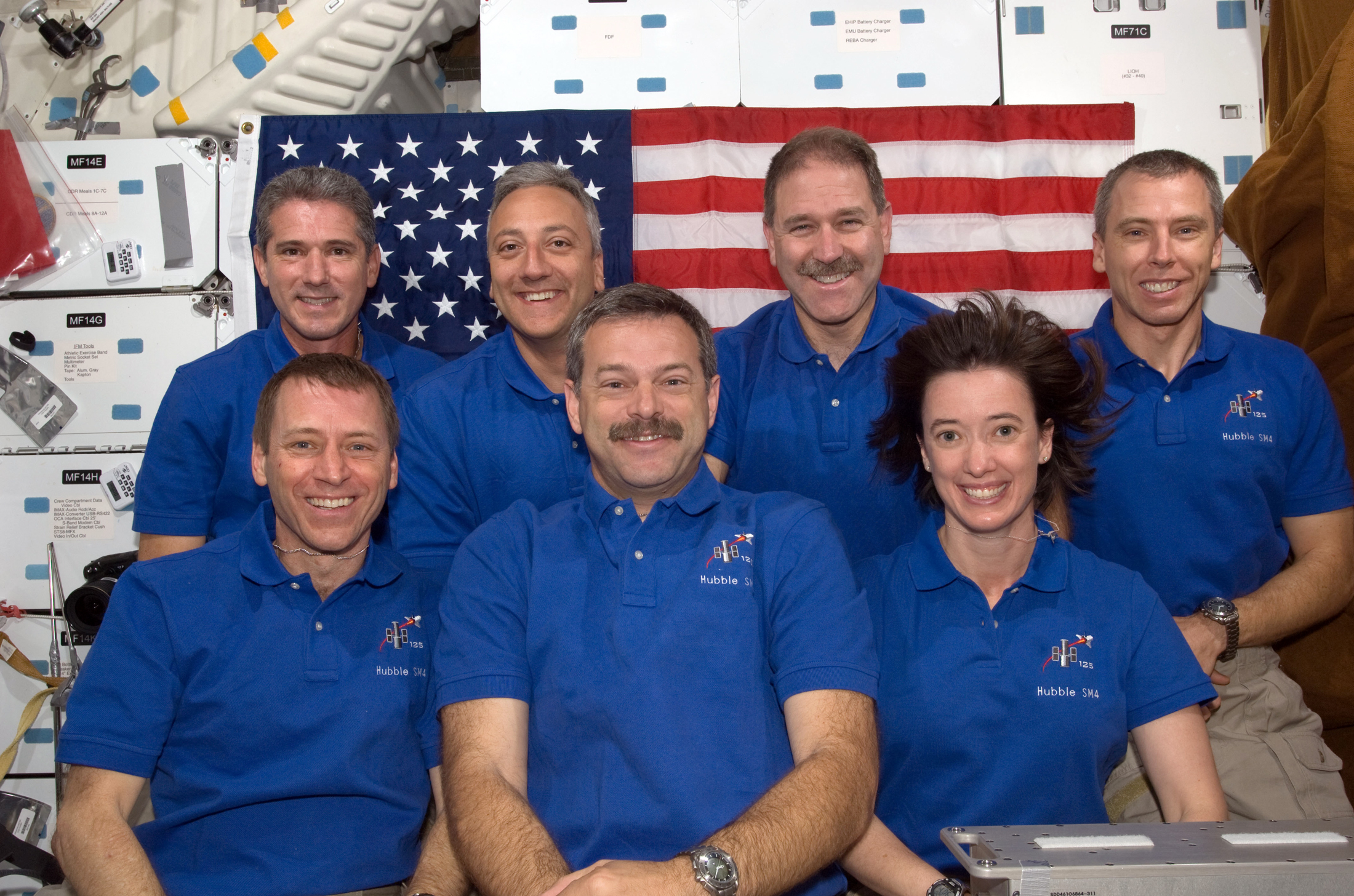
Os tripulantes da missão STS-125 posam para o tradicional retrato de voo no convés intermediário do ônibus espacial Atlantis, em órbita da Terra. Na foto na primeira fila estão os astronautas Scott Altman (centro), comandante; Gregory C. Johnson, piloto; e Megan McArthur, especialista em missões. Na foto de trás (da esquerda para a direita) estão os astronautas Michael Good, Mike Massimino, John Grunsfeld e Andrew Feustel, todos especialistas em missões.

Após o curso de um ano no Centro Espacial Johnson, em Houston, Texas, foi designado para trabalhos em terra, nos aspectos técnicos do ônibus espacial. Sua primeira ida ao espaço se deu em 17 de abril de 1998, como piloto da missão STS-90 da Columbia, que realizou diversas experiências científicas em órbita sobre o efeito da microgravidade no cérebro e no sistema nervoso.
Em setembro de 2000, voltou ao espaço na STS-106 Atlantis, uma missão de doze dias para preparo da Estação Espacial Internacional para a chegada da primeira tripulação permanente. Em março de 2002, ele foi o comandante da missão STS-109 Columbia, a quarta missão de serviço ao telescópio espacial Hubble, que instalou uma nova unidade de força, novos painéis solares e uma nova câmera.
Em 11 de maio de 2009, participou de sua quarta jornada espacial, como comandante da missão STS-125 da nave Atlantis, a última missão de serviço ao Hubble feita por um ônibus espacial, passando mais 12 dias e 21 horas no espaço.